# Мельник Василь Гаврилович
Мельник Василь Гаврилович (1937-2015) — український письменник, сценарист, член національної спілки письменників України.

## Біографія
Народився 8 травня 1937 року, в селі Куча Новоушицького району Вінницької області, помер 22 травня 2015 р., м. Чернівці.
Закінчив Московський інститут харчової промисловості та Літературний інститут імені Горького (Москва).
Після того, як у 2012 році Василь Мельник отримав диплом «Коронації слова» за сценарій «Гніздо горлиці», він прийшов на знімальний майданчик стрічки «Іван Сила» і вручив продюсеру Володимиру Філіппову свій твір. Наявність відзнаки зацікавила продюсера, він прочитав сценарій, і в результаті було знято стрічку «Гніздо горлиці», яка отримала приз Одеського міжнародного кінофестивалю 2016 за найкращий український повнометражний фільм.
Член Національної спілки письменників України.

## Доробок
Прозові твори:
- «Біг у глухий кут»
- «Сказання про ліс»
- «Свідок неймовірного»
- «Веселчині стрічки»
- «Смугастик»
- «Дружна сімейка»
- «Господар гаю»
- «Як виросли яблука»
- «Дивне лисеня»
- «Улюбленець публіки»
- «Світлячок»
- «Хто у річці живе»
- «Дзига»
- «Народження дива»

Сатира та гумор:
- «Це вам не смішки»
- «Бесіда на килимі»
- «Позаштатна няня»

Драматичні твори:
- «Над Дністром — рікою»
- «Доля і пісня»
- «У сімейному колі»
- «Селюки»

Кіносценарії:
- «Гніздо горлиці»

## Нагороди
- Медаль «На славу Чернівців»
- Дипломант конкурсів «Коронація слова 2012» (за кіносценарій «Гніздо горлиці») та «Коронація слова 2013» (за п'єсу «Селюки»)